# Saint-Vran
Saint-Vran település Franciaországban, Côtes-d’Armor megyében. Lakosainak száma 755 fő (2022. január 1.). Saint-Vran Laurenan, Mérillac, Le Mené és Merdrignac községekkel határos.

## Népesség
A település népessége az elmúlt években az alábbi módon változott:
| Lakosok száma | 876  | 765  | 672  | 692  | 758  | 758  | 759  | 761  | 762  | 755  |
|               | 1968 | 1982 | 1990 | 2006 | 2013 | 2015 | 2017 | 2019 | 2020 | 2022 |